# American Music Awards 1974
Die ersten American Music Awards wurden von der American Broadcasting Company (ABC) am 19. Februar 1974 ausgestrahlt. Es war die erste von Dick Clark Productions produzierte Veranstaltung, die in Konkurrenz zum Grammy ausgestrahlt wurde. Die erste Veranstaltung fand im Earl Carroll Theatre auf der Seventh Avenue in Manhattan, New York City statt. Moderatoren waren Roger Miller, Helen Reddy und Smokey Robinson. Als Co-Moderatoren waren die Jungstars Michael Jackson und Donny Osmond in die Veranstaltung eingebunden.

## Gewinner und Nominierte
| Kategorie                        | Sieger                                                           | Nominierungen                                                                       |
| -------------------------------- | ---------------------------------------------------------------- | ----------------------------------------------------------------------------------- |
| Pop/Rock                         |                                                                  |                                                                                     |
| Favorite Pop/Rock Male Artist    | Jim Croce                                                        | Elton John Stevie Wonder                                                            |
| Favorite Pop/Rock Female Artist  | Helen Reddy                                                      | Roberta Flack Diana Ross                                                            |
| Favorite Pop/Rock Band/Duo/Group | The Carpenters                                                   | Gladys Knight & The Pips Tony Orlando & Dawn                                        |
| Favorite Pop/Rock Album          | Lady Sings the Blues – Diana Ross                                | Summer Breeze – Seals & Crofts The World Is A Ghetto – War                          |
| Favorite Pop/Rock Song           | Tie a Yellow Ribbon Round the Ole Oak Tree – Tony Orlando & Dawn | Bad, Bad Leroy Brown – Jim Croce Killing Me Softly – Roberta Flack                  |
| Soul/R&B                         |                                                                  |                                                                                     |
| Favorite Soul/R&B Male Artist    | Stevie Wonder                                                    | James Brown Al Green                                                                |
| Favorite Soul/R&B Female Artist  | Roberta Flack                                                    | Aretha Franklin Betty Wright                                                        |
| Favorite Soul/R&B Band/Duo/Group | The Temptations                                                  | Gladys Knight & The Pips The O’Jays                                                 |
| Favorite Soul/R&B Album          | I'm Still In Love With You – Al Green                            | Let’s Get It On – Marvin Gaye The World Is A Ghetto – War                           |
| Favorite Soul/R&B Song           | Superstition – Stevie Wonder                                     | Me and Mrs. Jones – Billy Paul Midnight Train to Georgia – Gladys Knight & the Pips |
| Country                          |                                                                  |                                                                                     |
| Favorite Country Male Artist     | Charley Pride                                                    | Merle Haggard Conway Twitty                                                         |
| Favorite Country Female Artist   | Lynn Anderson                                                    | Loretta Lynn Tammy Wynette                                                          |
| Favorite Country Band/Duo/Group  | The Carter Family                                                | The Osborne Brothers The Statler Brothers                                           |
| Favorite Country Album           | A Sunshiny Day with Charley Pride – Charley Pride                | Behind Closed Doors – Charlie Rich First Songs of the First Lady – Tammy Wynette    |
| Favorite Country Song            | Behind Closed Doors – Charlie Rich                               | Why Me – Kris Kristofferson You’ve Never Been This Far Before – Conway Twitty       |
| Ehrenpreise                      |                                                                  |                                                                                     |
| Bing Crosby                      |                                                                  |                                                                                     |